# Andile Dlamini
Andile Dlamini (sinh ngày 2 tháng 9 năm 1992) là một thủ môn bóng đá người Nam Phi. Cô chơi cho Mamelodi Sundowns và đội tuyển bóng đá nữ quốc gia Nam Phi.

## Đầu đời
Andile Dlamini sinh ngày 2 tháng 9 năm 1992 tại Tembisa, một thị trấn của Johannesburg, Nam Phi.

## Sự nghiệp cấp Câu lạc bộ
Andile Dlamini đã chơi bóng đá chuyên nghiệp sau khi thi đấu với đối thủ là đội bóng đá nữ U20 quốc gia Nam Phi; sau đó cô đã được chọn vào đội. Có biệt danh là "Gậy", trước đây cô từng chơi cho Phomolong Ladies và hiện tại chơi bóng cho Mamelodi Sundowns.

## Sự nghiệp Quốc tế
Cô ra sân lần đầu tiên trong màu áo đội tuyển bóng đá nữ Nam Phi trong trận đấu với đối thủ Botswana vào năm 2011
Dlamini thường xuyên là thủ môn dự bị cho đội, sau hai thủ môn thường được bắt chính là Thokozile Mndaweni và Roxanne Barker. Điều này có nghĩa là mặc dù Dlamini tuy được ghi tên vào đội hình tham dự Thế vận hội Mùa hè 2012 ở London, Vương quốc Anh và Thế vận hội Mùa hè 2016 ở Rio de Janeiro, Brazil, cô không chơi bất cứ một phút nào trong cả hai giải đấu. Cô thất vọng khi Nam Phi bị loại khỏi Thế vận hội All Africa 2015.
Sau sự xuất hiện của HLV Desiree Ellis, có ý kiến cho rằng Dlamini có thể có cơ hội tốt hơn để trở thành thủ môn được lựa chọn đầu tiên, đặc biệt là sau khi Barker được đưa ra sân muộn hơn dự kiến cho các trận giao hữu và giải đấu Cúp bóng đá nữ châu Phi 2016.